# فيلادلفيا دائما مشمسة (الموسم الثاني عشر)
الموسم الثاني عشر من المُسلسل الكوميدي الأمريكي فيلادلفيا دائماً مشمسة، بدأ عرضهُ في 4 يناير، 2017، على قناة FXX. وسيتكون من 10 حلقات.

## الممثلين والشخصيات

### شخصيات رئيسية
- تشارلي داي بدور – تشارلي كيلي
- غلين هاورتون بدور – دينيس رينولدز
- روب ماكيلهيني بدور – ماك
- كايتلين اولسون بدور – دياندرا رينولدز
- داني ديفيتو بدور – فرانك رينولدز

### ضيوف الحلقات
- سكوت باكولا بدور – نفسه
- تشاد إل. كولمان بدور – زي
- ديفيد بينيوف بدور – المنقذ #1
- دي. بي. وايس بدور – المنقذ #2
- ليني ماري ستوارت بدور – السيدة كيلي
- دانا وايت بدور – نفسه
- ميغان أوليفي بدور – نفسه
- دونالد سيرون بدور – دونالد «كاوبوي» سيرون
- بول فيلدر بدور – بول فيلدر «التنين الإيرلندي»

## الإنتاج
جُدد المسلسل لموسم حادي عشر، وثاني عشر في 4 أبريل، 2014، كل من عشرة حلقات. في ديسمبر، 2016، أعلن غلين هاورتون بأن الحلقة الأولى من الموسم الثاني عشر ستكون حلقة غنائية.

## الحلقات
| التسلسل الإجمالي | تسلسل الموسم | عنوان الحلقة "بالإنجليزية"                | إخراج       | كتابة                                   | تاريخ العرض    | رمز الإنتاج | عدد المشاهدين (بالمليون) |
| ---------------- | ------------ | ----------------------------------------- | ----------- | --------------------------------------- | -------------- | ----------- | ------------------------ |
| 125              | 1            | «The Gang Turns Black»                    | مات شاكمان  | تشارلي داي، غلين هاورتون وروب ماكيلهيني | 4 يناير 2017   | XIP12008    | 0.730                    |
| 126              | 2            | «The Gang Goes to a Water Park»           | مات شاكمان  | إريك ليجن                               | 11 يناير 2017  | XIP12007    | 0.574                    |
| 127              | 3            | «Old Lady House: A Situation Comedy»      | موريس ماربل | داناه فيرمان ودانييل شنايدر             | 18 يناير 2017  | XIP12005    | 0.602                    |
| 128              | 4            | «Wolf Cola: A Public Relations Nightmare» | مات شاكمان  | ديفيد هورنسبي وسكوت ماردر               | 25 يناير 2017  | XIP12006    | 0.629                    |
| 129              | 5            | «Making Dennis Reynolds a Murderer»       | موريس ماربل | كونور غالفن                             | 1 فبراير 2017  | XIP12004    | 0.602                    |
| 130              | 6            | «Hero or Hate Crime?»                     | جيمي بابيت  | تشارلي داي، غلين هاورتون وروب ماكيلهيني | 8 فبراير 2017  | XIP12002    | TBD                      |
| 131              | 7            | «PTSDee»                                  | جيمي بابيت  | تشارلي داي، غلين هاورتون وروب ماكيلهيني | 15 فبراير 2017 | XIP12003    | TBD                      |
| 132              | 8            | «The Gang Tends Bar»                      | مات شاكمان  | ميغان غانز                              | 22 فبراير 2017 | XIP12009    | TBD                      |
| 133              | 9            | «A Cricket's Tale»                        | جيمي بابيت  | ديفيد هورنسبي وسكوت ماردر               | 1 مارس 2017    | XIP12001    | TBD                      |

## وصلات خارجية
- الموقع الرسمي
- قائمة حلقات فيلادلفيا دائما مشمسة  على قاعدة بيانات الأفلام على الإنترنت